# 우니온 SC
우니온 SC(스페인어: Unión Sport Club)는 베네수엘라 카라카스를 연고로 하는 축구단이다. 1925년에 창단되어 프리메라 디비시온 베네수엘라에서 7회 우승했다.

## 우승 기록
- 프리메라 디비시온 베네수엘라
  - 우승 (7회): 1932, 1934, 1935, 1939, 1940, 1947, 1950